# Marleen Radder
Marleen Radder-Willems (ur. 22 lutego 1951) – holenderska lekkoatletka, chodziarka specjalizująca się w ultramaratonach.
Trzykrotna zwyciężczyni ultramaratonu chodziarskiego Paryż–Colmar (1997, 2001 i 2002). 

## Rekordy życiowe
- Chód na 20 kilometrów – 2:04:30 (1997) rekord Holandii[3][4]
- Chód na 20 000 metrów – 2:04:11,0 (2002) rekord Holandii[5]